# Seaham (Durham)

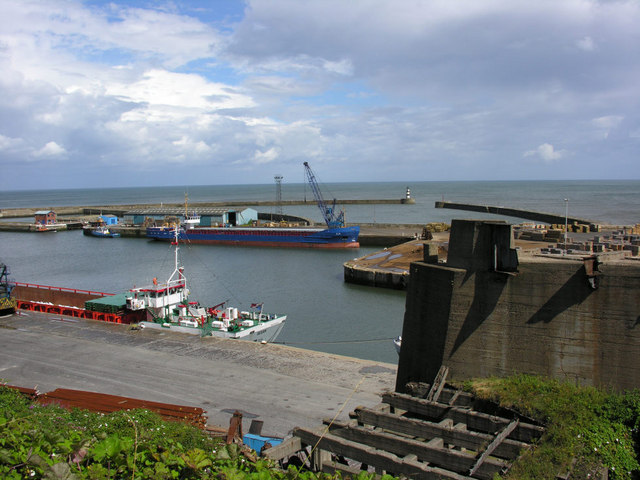
Seaham Harbour

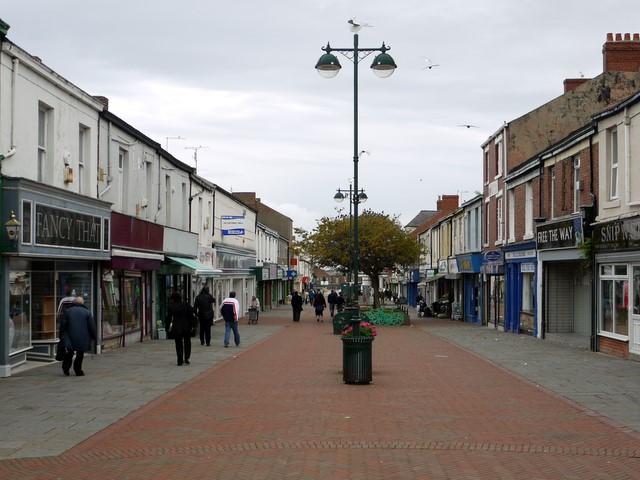
Die Church Street in der Innenstadt von Seaham

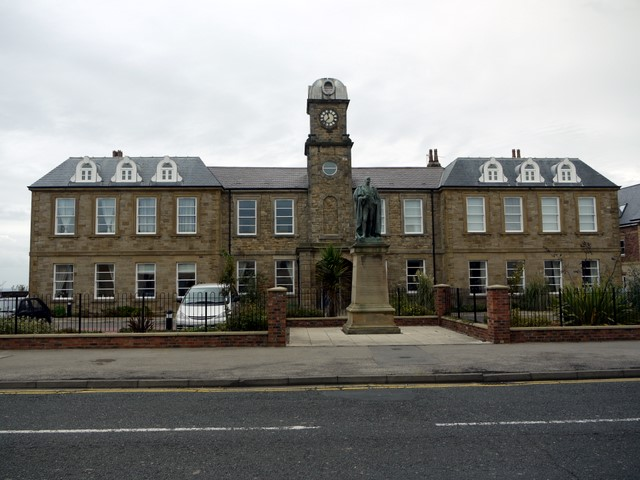
Londonderry Offices

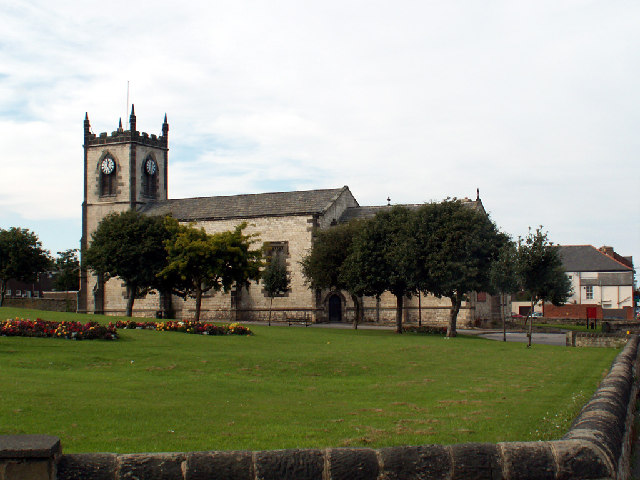
St John´s Church

Seaham (ehemals Seaham Harbour) ist eine Stadt im County Durham. Sie liegt etwa 10 Kilometer südlich von Sunderland und zirka 21 Kilometer östlich von Durham.

## Geschichte
Die ursprüngliche Siedlung auf dem Stadtgebiet besteht heute nicht mehr. Sie lag nördlich des heutigen Stadtzentrums zwischen der St Mary’s Church und der Seaham Hall. Bis ins frühe 19. Jahrhundert war die Stadt sehr landwirtschaftlich geprägt. Am 2. Januar 1815 heiratete Anne Isabella Milbanke, die Tochter eines Grundbesitzers, Lord Byron im Rathaus von Seaham. Byron schrieb Teile seines Buches Hebrew Melodies in Seaham. Von dort schrieb er einem Freund:

“Upon this dreary coast we have nothing but county meetings and shipwrecks; and I have this day dined upon fish, which probably dined upon the crews of several colliers lost in the late gales. But I saw the sea once more in all the glories of surf and foam.”

„An dieser ach so öden Küste gibt es nichts als Ratsversammlungen und Schiffsunglücke; heute habe ich Fisch gespeist, welcher vermutlich noch vor Kurzem selbst die Mannschaft verschiedener Kohlenschiffe verspeist hat, die in den vergangenen Stürmen verschollen sind. Aber das Meer habe ich wieder in all seiner Pracht der Wellen und Gischt erlebt.“

Die Ehe war zwar nur von kurzer Dauer, hatte aber negative Auswirkungen auf den Grundbesitz der Familie Milbanke. 1828 verkauften die Milbankes schließlich den Rest ihres Besitzes an Charles William Vane, 3. Marquess of Londonderry. Dieser errichtete einen Hafen, um den Abtransport von Kohle, die in der Umgebung ab 1845 abgebaut wurde, sowie anderen industriell hergestellten Produkten sicherzustellen. Mit der Zeit nahm die Menge an Kohle jedoch so stark zu, dass der Hafen den Anforderungen nicht mehr gewachsen war. Deshalb beauftragte Charles Stewart Vane-Tempest-Stewart, 6. Marquess of Londonderry die Ingenieure Patrick Meik und Charles Meik mit dem Ausbau des Hafenbeckens. Der Ausbau war 1905 abgeschlossen. Aus technischer Sicht ist der Hafen bis heute vor allem deshalb interessant, weil er aus einer Reihe miteinander verbundener Schleusen besteht.
Im Jahr 1823 trat der 3. Marquess of Londonderry an den Architekten John Dobson heran, um einen Plan für eine Stadt rund um den Hafen zu entwerfen. Der Bau schlug jedoch zunächst fehl, da nicht genügend Geldmittel zur Verfügung standen. Die Stadt wuchs dennoch Stück für Stück. Wegen ihrer Lage wurde die Stadt zunächst „Seaham Harbour“ genannt. Mit der Zeit führte sie dann den Namen „Seaham“.
1928 wurde die letzte von insgesamt drei Kohleminen auf dem Stadtgebiet Seahams eröffnet. Bis 1992 mussten alle Förderstellen geschlossen werden, da sie nicht mehr rentabel waren. Hiervon war die gesamte Region stark betroffen.
Am 17. November 1962 sank ein Boot der Royal National Lifeboat Institution vor Seaham. Zur Erinnerung an die dabei getöteten acht Besatzungsmitglieder wurde an der Küste eine Straße nach dem Schiff benannt.

## Politik

### Parlament
Seaham gehörte ursprünglich zum gleichnamigen Wahlkreis für das House of Commons. Dieser wurde 1950 zum Wahlkreis Easington umbenannt. Seit 1922 wird der Wahlkreis von einem Mitglied der Labour Party vertreten. Von 1929 bis 1935 war der damalige Premierminister Ramsay MacDonald Abgeordneter des Wahlkreises. Bei den Britischen Unterhauswahlen 2010 wurde Grahame Morris mit 14.982 Stimmen ins House of Commons gewählt.

### Städtepartnerschaften
- Gerlingen, Deutschland, seit 1988

## Sehenswürdigkeiten

### Bauwerke
Die Pfarrkirche von Seaham ist der heiligen Jungfrau Maria geweiht. Das Bauwerk geht auf das späte 7. Jahrhundert zurück. Das Kirchenschiff ist im angelsächsischen Stil errichtet. Die Kirche zählt zu den ältesten 20 Kirchen im Vereinigten Königreich.
Seaham Hall, das ehemalige Rathaus der Stadt, beherbergt heute ein Luxushotel mit Spa. Das Gebäude des Londonderry Institute in der Tempest Road wurde 1853 von Thomas Oliver entworfen. Hieran fällt besonders der im griechischen Stil errichtete Portikus auf. Etwas jünger ist das Gebäude der Londonderry Offices. Der direkt an der Küste liegende Gebäudekomplex diente früher als Hauptniederlassung der Familie des Marquess of Londonderry. Im Stadtzentrum befindet sich mit der St. John’s Church eine weitere Kirche. Sie wurde im 19. Jahrhundert errichtet.

### Sonstige Sehenswürdigkeiten
Seaham liegt an der Küste von Durham, die 2001 als schützenswert ausgezeichnet wurde.
Auf dem Stadtgebiet wurde im November 2007 ein großes Shopping-Center eröffnet, das nach dem berühmten Bewohner der Stadt „Byron Place“ benannt wurde.

## Verkehr
Die Stadt ist über die Seaham railway station an den öffentlichen Personennahverkehr angebunden. Von dort verkehren Züge der Bahngesellschaft Northern Rail im Halbstundentakt nach Newcastle upon Tyne und Sunderland im Norden sowie Hartlepool und Middlesbrough im Süden. Mit Bussen der Gesellschaften Arriva und Go North East erreicht man zudem Städte in der näheren Umgebung wie Peterlee, Darlington und Stockton-on-Tees.

## Persönlichkeiten

### Töchter und Söhne der Stadt
- Anne Isabella Noel-Byron, 11. Baroness Wentworth (1792–1860), Aristokratin
- John Neal (1932–2014), Fußballspieler
- Thomas Allen (* 1944), Opernsänger
- Terry Fenwick (* 1959), Fußballspieler
- Brian Marwood (* 1960), Fußballspieler
- Andy Appleby (* 1985), Fußballspieler

### Berühmte Bewohner
- Paul Gascoigne (* 1967), Fußballspieler
- Bill Griffiths (1948–2007), Poet